# イーストコースト・グリーンウェイ

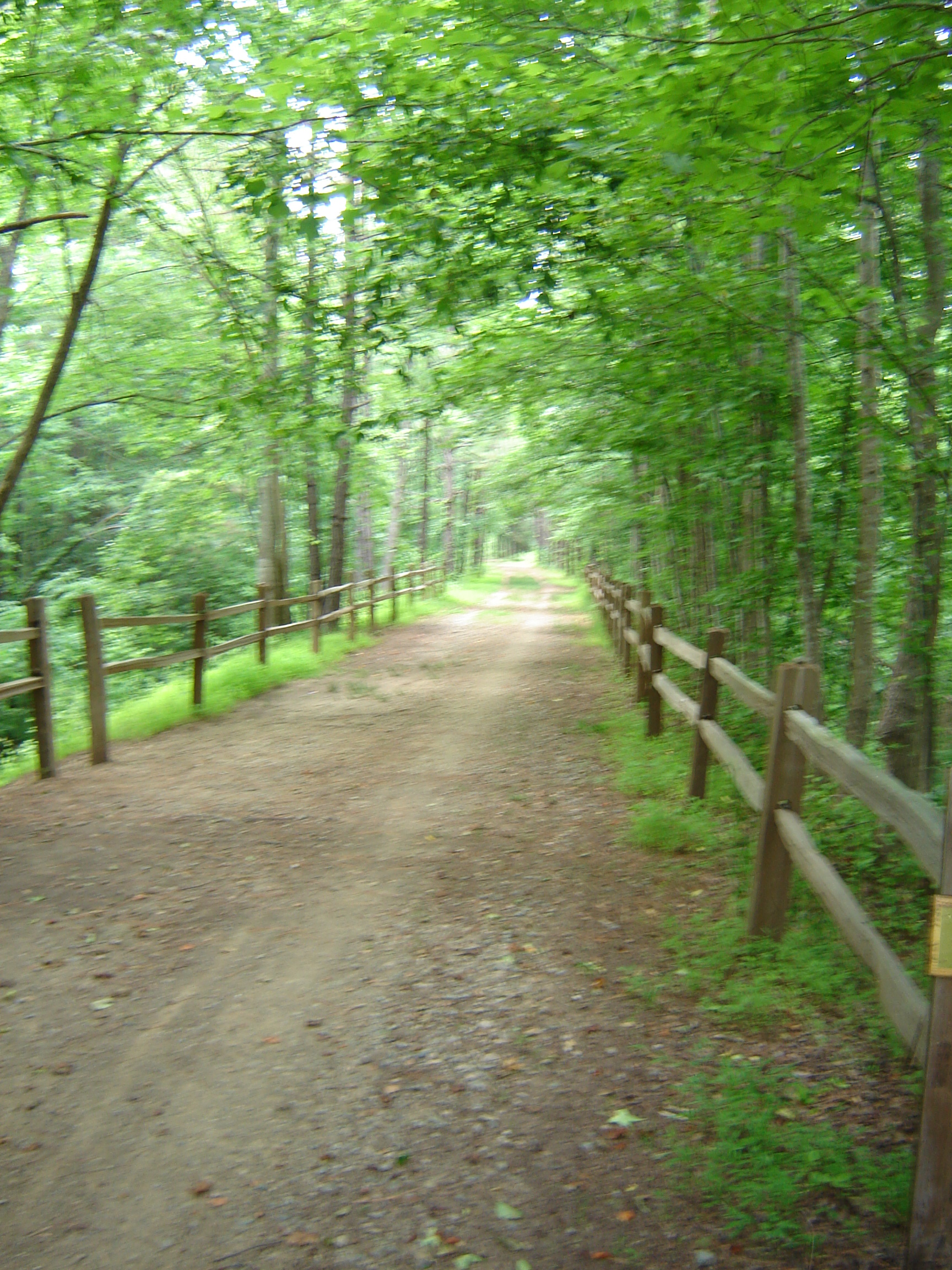
イーストコースト・グリーンウェイの一部であるアメリカン・タバコ・トレイル

イーストコースト・グリーンウェイ（East Coast Greenway、略称ECG）はアメリカ合衆国の東海岸を南北に縦断する、自転車、トレッキングなどのための道路網プロジェクト。メイン州カレスからフロリダ州キーウェストまで、都市間を繋ぎながら、約3,000マイル（4,828km）に亘る小道であり、距離や概念としては、ヨーロッパを縦断するユーロヴェロと一部類似したプロジェクトである。
ECGプロジェクトは1991年に開始され、2010年までに完了を目指している。アメリカン・タバコ・トレイルはこのECGの一区間を構成する「レイル・トゥ・トレイル（鉄道の廃線区間をコースにしたトレイル）」プロジェクトの一例である。プロジェクトはそれぞれの地方自治体や民間団体が推進し、全体計画はNPOである「イーストコースト・グリーンウェイ・アライアンス（ECGA）」が推進する。

## 歴史
1991年に長距離サイクリング愛好家のグループがニューヨークに集合し、既存や計画中のグリーンウェイを相互接続し、大西洋岸沿いを一つの幹線ルートとして形成するため、NPO「イーストコースト・グリーンウェイ・アライアンス（ECGA）」を設立。
1992年夏には、ECGAがボストン、ニューヨーク、バーモント、ワシントンD.C.からの9人の自転車愛好家たちで30日間の「冒険的」自転車旅行を実施。
1999年6月には、ホワイトハウスが選定した「ナショナル・ミレニアム・トレイル」16ルートの一つに選ばれる。
2000年2月から6月にかけて、フロリダ州キーウェストの海水の瓶をECGを通って東海岸沿いを北上しカナダまで届けるというイベント「ECGウェーブ・リレー」開催。「ナショナル・ミレニアム・トレイル」の選定を記念するとともに、人力の交通手段を見直すため、全行程、人力の交通手段によって運送された。

## ルート
幹線ルートは下記の州を接続している。
1. メイン州
2. ニューハンプシャー州
3. マサチューセッツ州
4. ロードアイランド州
5. コネティカット州
6. ニューヨーク州
7. ニュージャージー州
8. ペンシルベニア州
9. デラウェア州
10. メリーランド州
11. ワシントンD.C.
12. バージニア州
13. ノースカロライナ州
14. サウスカロライナ州
15. ジョージア州
16. フロリダ州